# Yi Si-yeong
Yi Si-yeong (hangul: 이시영; hanja: 李始榮, 3 de diciembre de 1868 – 19 de abril de 1953) fue un político, activista de la independencia, educador y erudito neoconfucianista surcoreano. Fue Vicepresidente de Corea del Sur de 1948 a 1951. Yi renunció a su cargo después del incidente de los Cuerpos de Defensa Nacional de 1951, en plena Guerra de Corea. Su sobrenombre era Seongjae (성재; 省齋) o Sirimsanin (시림산인; 始林山人). Antes del Tratado de anexión Japón-Corea de 1910 fue el gobernador de la provincia de P'yŏngan del Sur y presidente del Tribunal de Leyes de Hansung.

## Obras
- Gamseemanuh (감시만어, 感時漫語)

## Cultura popular
- Fue interpretado por Jo Young-jin en la serie de TV de KBS, de 2010, Freedom Fighter, Lee Hoe-young.